# Казьмин, Геннадий Петрович
Геннадий Петрович Казьмин (29 августа 1934, Валуйки, Курская область, РСФСР, СССР — 28 января 2018, Хакасия, Россия) — советский государственный и партийный деятель. Первый секретарь Хакасского обкома КПСС (1987—1990). Первый секретарь Красноярского крайкома КПСС (1990—1991).

## Биография
Родился 29 августа 1934 года в городе Валуйки Белгородской области. 
Окончил Красноярский сельскохозяйственный институт и Московскую высшую партийную школу.
В 20 лет после окончания Новооскольского сельскохозяйственного техникума механизации был направлен по комсомольской путёвке на освоение целинных земель в Миндерлинскую МТС Красноярского края. Проработал в МТС участковым механиком, механиком-контролёром. Был избран вторым, затем — первым секретарём Сухобузимского РК ВЛКСМ.
В 1959 году, в 25 лет, избран председателем колхоза «Путь Ленина» этого же района. После реорганизации колхозов в совхозы работал главным инженером Миндерлинского совхоза, директором Зыковского совхоза Емельяновского района.
В декабре 1962 года избран первым секретарём Уярского райкома партии, в декабре 1967 года — избран первым секретарём Канского райкома партии.
В 1972 году назначен начальником Красноярского краевого управления совхозов, одновременно был избран членом исполкома Красноярского краевого Совета.
С января 1978 года работал первым заместителем председателя облисполкома Хакасской автономной области.
В 1987 году избран секретарём, а с 30 октября 1987 года — первым секретарём Хакасского областного комитета КПСС.
26 августа 1990 года избран первым секретарём Красноярского крайкома КПСС.
11 ноября 1991 года прекратил полномочия в связи с роспуском КПСС в результате переворота в августе 1991 года.
В последующие годы работал генеральным директором в акционерных обществах «Енисейкузлитмаш» и «Красноярск-Конверсион».
На протяжении 40 лет избирался депутатом Красноярского краевого и Хакасского областного Советов. Был народным депутатом СССР.

## Награды
Награждён орденами Ленина, Трудового Красного знамени, «Знак почёта», медалями СССР.